# ناحیه کراکوف، میشیگان
ناحیه کراکوف (به انگلیسی: Krakow Township) یک منطقهٔ مسکونی در ایالات متحده آمریکا است که در Presque Isle County واقع شده‌است.
 ناحیه کراکوف ۱۵۷٫۴ کیلومتر مربع مساحت و ۶۲۲ نفر جمعیت دارد و ۱۸۸ متر بالاتر از سطح دریا واقع شده‌است.